# شاندور پروکوپ
شاندور پروکوپ (انگلیسی: Sándor Prokopp; ۷ مهٔ ۱۸۸۷ – ۴ نوامبر ۱۹۶۴) تیرانداز اهل مجارستان بود.
وی در مسابقات کشوری و بین‌المللی در مجموع برندهٔ ۱ مدال طلا شده‌است.